# كينيث كروز
كينيث كروز (بالإنجليزية: Kenneth Crews)‏ هو محامي وأمين مكتبة أمريكي، ولد في 1955.